# Яр «Каменярня», урочище «Біла дебря»
Яр «Каменя́рня», уро́чище «Бі́ла де́бря» — геологічний заказник місцевого значення в Україні. Розташований у межах Дубенського району Рівненської області, на північ від села Підбрусинь.
Площа 20 га. Статус надано згідно з рішенням облвиконкому від 22.11.1983 року № 343 (зміни згідно з рішенням облвиконкому від 18.06.1991 року № 98 та обласної ради від 18.12.2009 року № 1438). Перебуває у віданні ДП «Млинівський лісгосп» (Вовковиївське л-во, кв. 10, вид. 1 (6,2 га), 7, 8, 15-19).
Статус надано з метою збереження природного комплексу між мальовничими залісненими пагорбами Повчанської височини. Є виходи на поверхню землі девонських пісковиків.
Територія заказника вкрита щільною рослинністю — граб, дуб, береза, осика.  Під'їзні шляхи або стежки відсутні, найпростіше дістатися пішки або велосипедом від села Підбрусинь або Калинівка. Інформаційні вказівники, що позначають межі заказника, відсутні.
На території заказника ростуть гриби: білі, опеньки, маслюки; трапляються лисиці, зайці.

## Сучасний стан
Прилеглі до заказника території активно розорюються, що може негативно вплинути на збереження недоторканного стану урочища. Територія урочища піддається негативному антропогенному забрудненню внаслідок скупчення пластику, скла, плівки. Це пов'язано із характерним рельєфом і потужними водними потоками, які утворюються під час сильних дощів.

## Джерела

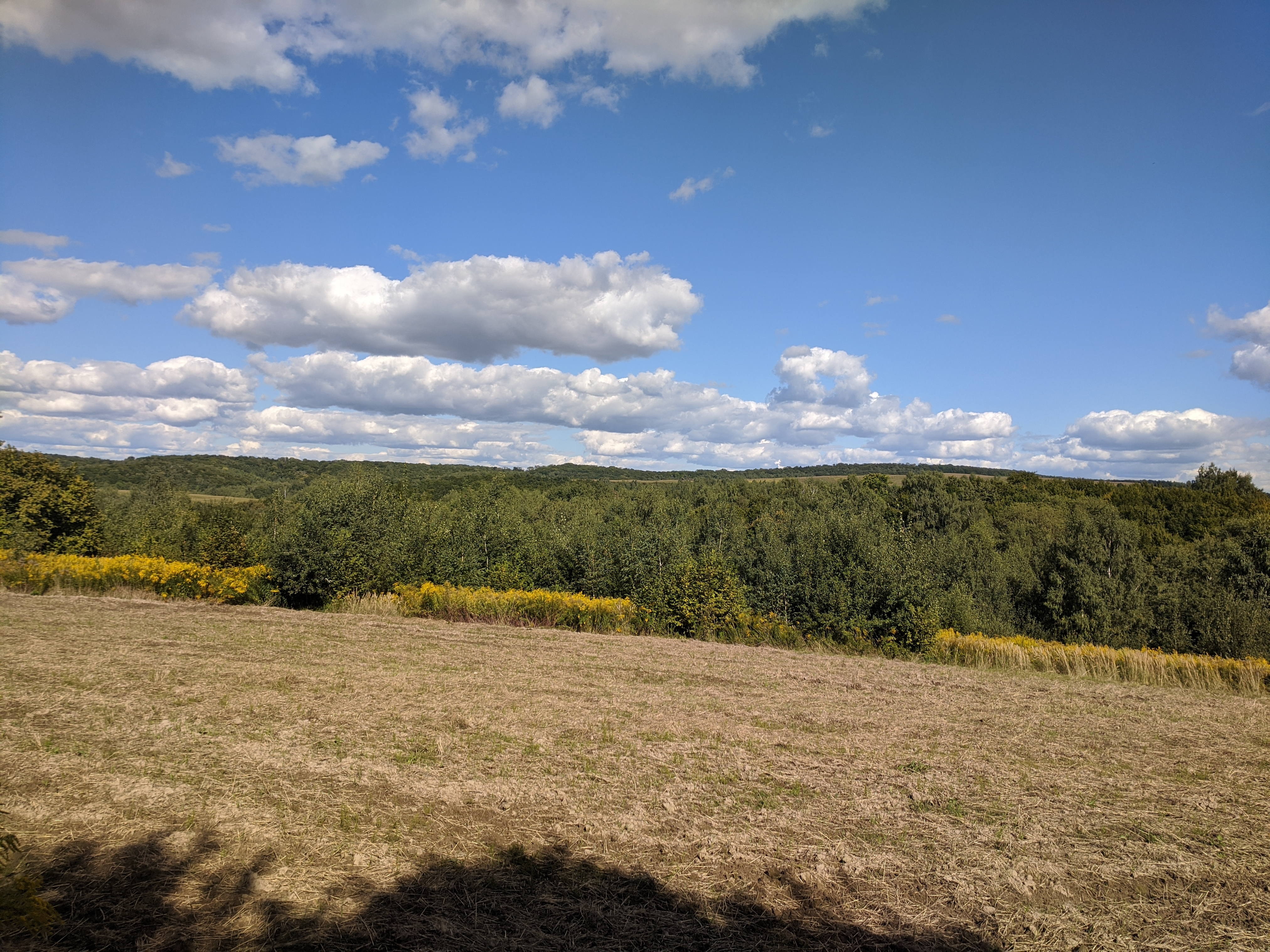
Вид на яр з південної сторони